# Idaea crassiquama
Idaea crassiquama là một loài bướm đêm trong họ Geometridae.